# グスタフ・ヨセフソン
カール・グスタフ・ラグンヴァルド・ヨセフソン（Karl Gustaf Ragnvald Josefsson、1916年2月16日 - 1983年4月16日）は、スウェーデン・ストックホルム出身の元サッカー選手。ポジションはミッドフィールダー。
1936年、スウェーデン代表のメンバーとしてベルリンオリンピックに出場した。

## タイトル

### クラブ
AIKフットボール
- アルスヴェンスカン : 1回 (1936-37)